# Крислово
Крислово (болг. Крислово) — село в Болгарии. Находится в Пловдивской области, входит в общину Марица. Население составляет 611 человек.

## Политическая ситуация
В местном кметстве Крислово, в состав которого входит Крислово, должность кмета (старосты) исполняет Иван Петров Пынтев (Болгарская социалистическая партия (БСП)) по результатам выборов правления кметства.
Кмет (мэр) общины Марица — Запрян Иванов Дачев (Болгарская социалистическая партия (БСП)) по результатам выборов в правление общины.